# District de Draguignan
Le district de Draguignan est une ancienne division territoriale française du département du Var de 1790 à 1795.
Il était composé des cantons de Draguignan, Ampus, les Arcs, Callas, Comps, Fayence, Lorgues, le Luc, le Muy et Salernes.